# 呉伯焔
呉 伯焔（ご はくえん、1959年 - ）は、広島県呉市出身の中国武術家、古武道家、作家。私学校龍珉楼館長。日本功夫協会理事。本名は平岡博。道号を閑遊道人、玄宗子。崇徳高等学校卒業。

## 経歴
1959年広島県呉市で生まれる。4歳の頃から中国武術や日本古武道の世界に身を投じ、汪兆銘の元護衛総官および私設秘書であり、中華民国の工作員であった当時、広島市在住の華僑の武術家で私学校龍民楼の初代館長であった金斉臣と、その同士である陳世傑に師事。以後、頭角をあらわし15歳の時には初めて弟子をとる。16歳で独立し18歳で師の後を継ぎ、私学校龍民楼の二代目館長に就任。広島市内で一般に教授を開始した。後に外郭団体の日本功夫協会を設立。1984年、 ベースボール・マガジン社の『空手と武術』（その後の後継誌『中国武術』、『格闘技通信』）誌に連載を始める。アジア各国にも良師を求め各門派を研鑽。一流武術家たちと交流する。「精忠拳」、「形意拳（尚雲祥派、張占魁派）」、「八卦掌（程氏孫錫坤派八卦掌）」、「太極拳（陳氏・傅式・呉派）」、「鷹爪翻子拳」、「蟷螂拳」、「秘宗拳」、「八極拳」、「劈卦拳」、「朱家永春拳」、「弾腿（頭套拳・封弾腿・六通短打）」、「潭腿（頭套拳・双人潭腿・六路短拳）」、「浅山一伝流（第二十二代宗家 大崎清、公認）」、「天然理心流」、「薬丸自顕流」などを修得している。
しかし『中国武術』誌上で松田隆智らの権威者たちの説の誤りを繰り返し指摘、また実際は実戦において使い物にならない武術しか教授しない出来ない不正武術家を徹底して否定して暗に批判（類似の批評を公式HPからリンクする）。これに対し松田が編集顧問であり福昌堂から刊行されていた『月刊空手道』の増刊の中国武術専門誌『武術』が猛反発した。1985年11月号の編集後記で「松田隆智氏が、東京大学の非常勤講師として招かれたことは本文に記したとおりである。これは中国武術の文化としての側面が一般にも正しく認識され始めたことを意味し、喜ばしい限りである。が、最近は、そうして確立されつつある中国武術の社会的位置づけを汚さんとするかのような一部の売名行為者の出現が目立ち、嘆かわしい。そのような人間が、いくら自らの技術を◯法と称し、書を著したとして、汚れなき読者の目を欺くことはできない。」と返したことから、『中国武術』誌と『武術』誌との間で誌面上で罵倒合戦が繰り返されエスカレートしていく。特に当時の『武術』誌編集長だった生島祐による、3ページに及ぶ呉の個人情報の暴露記事とされた反呉伯焔キャンペーン記事は読者に呉はインチキ武術家であるという印象を植え付けた。それに対し呉も怒りを顕にし『中国武術』誌上や1989に刊行した著作『国術技撃操典』の巻末の33ページにも及ぶ「火矢の返書」と題された『武術』誌側の主張への反論を述べた抗議文を発表。生島と武術家の武高輝、『武術』誌に対して激しい非難を続け、その後も事態は全く鎮火せず騒乱状態が続いた。この騒動から20年以上が経ち『武術』誌が廃刊したあとに作られた私学校龍珉楼の公式サイト上でも、呉による生島への非難は続けられていた。
呉は『中国武術』誌の廃刊と共にメディア上での目立った活動はしだいに途絶え『格闘技通信』誌上に数回寄稿したあとは、1995年に三一書房から『護身術 - 理論と実践』を刊行。2000年に株式会社クエストから発売されたDVD『私学校龍珉楼武術シリーズ第3弾 - 太極拳撰集録』以降は、媒体上での活動はみられない。
弟子による日本功夫協会 北関東支部の公式サイトが開設されている。

## 著作
- 『真法八極拳』（1985年、ベースボールマガジン社）
- 『続・真法八極拳』（1987年、ベースボールマガジン社）
- 『點穴・練功・薬功』（1988年、ベースボールマガジン社）
- 『尚氏形意拳大全』（1989年、ベースボールマガジン社）
- 『呉伯焔の国術談義』（1989年、ベースボールマガジン社）
- 『国術技撃操典』（1989年、ベースボールマガジン社）
- 『護身術 - 理論と実践』（1995年、三一書房）

## ビデオ
- 『真法八極拳』（1985年、ベースボールマガジン社）
- 私学校龍珉楼武術シリーズ第1弾 『嫡傳 尚氏形意拳大全』（株式会社クエスト）
- 私学校龍珉楼武術シリーズ第2弾 『精粋少林拳朱家永春門』(株式会社クエスト)
- 私学校龍珉楼武術シリーズ第3弾 『太極拳撰集録』(株式会社クエスト)

## 人物
- 本人が誤解されやすいと著作や公式ホームページで繰り返し述べたとおりペンネームに中国人風の名を名乗っているが日本人である。「呉伯焔」は出身地の呉市にちなんで金斉臣師より名付けられた拝師名である。拝師名とは日本武道における内弟子のようになった際に、伝統派の間で中国人以外の名が拳譜の伝系に記されてしまうのを嫌って付けられる中国人風の名前である。
- 呉は擒拿鮎穴法はもとより兵器全般に精通し、とりわけ発勁打撃力の強大さにより「砲鍠手呉」と称賛されていた。